# 親 (1931年の映画)
『親』（おや）は、1931年に日本で公開されたサイレント映画。帝国キネマ演芸製作。

## スタッフ
- 監督：松本英一
- 脚本：松本英一
- 撮影：藤井清

## キャスト
- 鈴木勝彦
- 若葉薫
- 小宮一晃